# Бородавчатка
Борода́вчатка, или рыба-камень (лат. Synanceia verrucosa), — морская хищная рыба семейства скорпеновых с ядовитыми шипами на спине, которая обитает на дне возле коралловых рифов и мимикрирует под камень. Считается самой ядовитой рыбой в мире.

## Описание

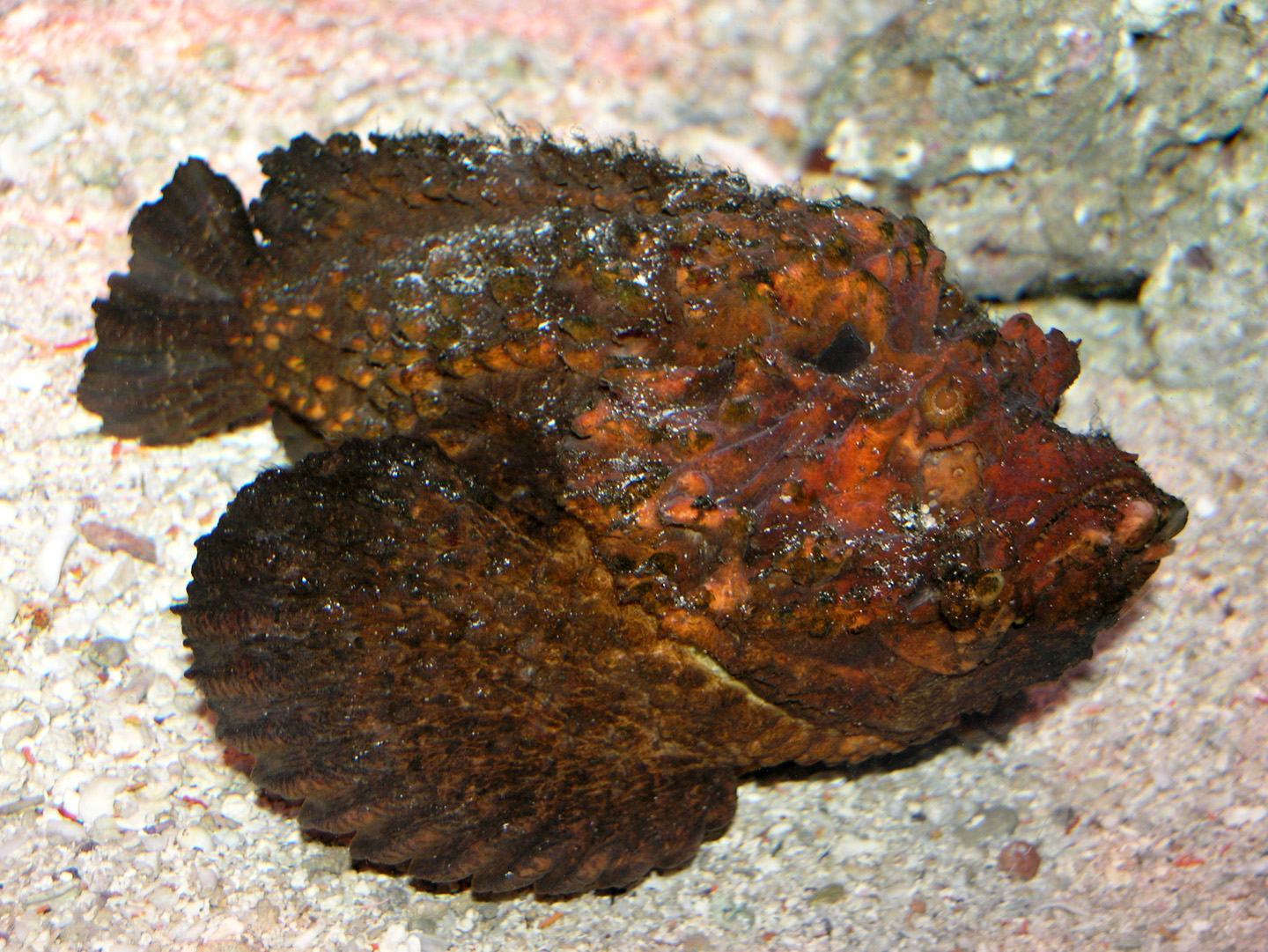

Максимальная длина тела 40 см, обычно около 30 см. Окраска варьируется от крапчатой зеленоватой до бурой, которая помогает ей прятаться среди камней тропических рифов. Большая голова с маленькими глазами и ртом, направленным вверх, покрыта гребнями и буграми. Грудные плавники с очень широким косым основанием; 12—14 толстых колючек спинного плавника, как и у других видов этого рода, снабжены самыми сильными среди рыб ядовитыми железами. Рыба питается в основном мелкой рыбой, креветками и другими ракообразными.

## Ареал
Бородавчатка распространена главным образом в районе южного тропика и встречается на мелководье Тихого и Индийского океанов, от Красного моря до Большого Барьерного рифа в районе австралийского штата Квинсленд, а также в водах Индонезии, Филиппинских и Маршалловых островов, островов Фиджи, Самоа. Это наиболее распространенный вид семейства.
Путешественник имеет шансы столкнуться с бородавчаткой на пляжах Хургады, Шарм-эш-Шейха и Дахаба.

## Места обитания

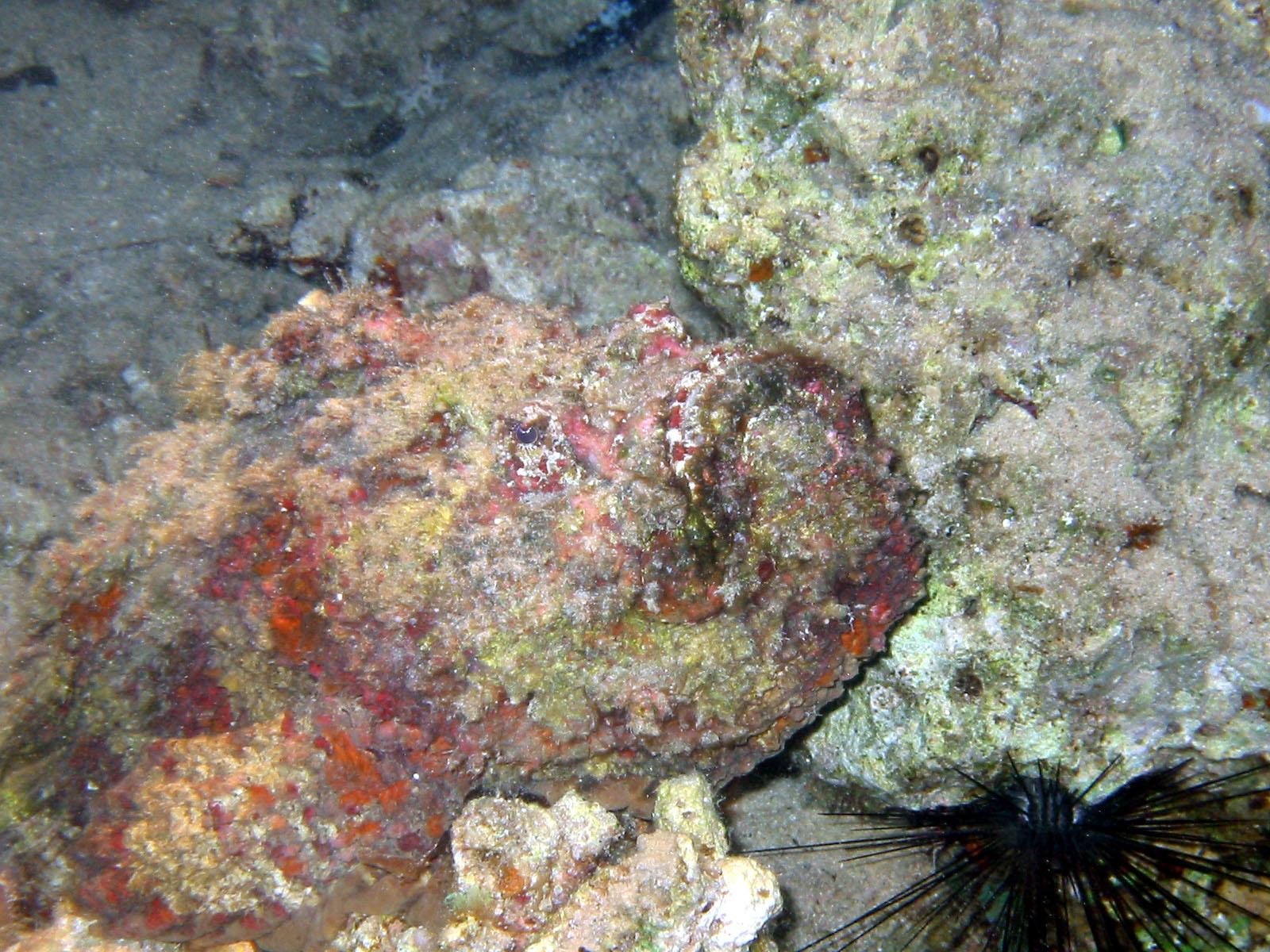
Бородавчатка в районе Дахаба, Египет

Основное место обитания — на коралловых рифах, возле затемненных водорослей и камней, также может быть найдена отдыхающей в грязи или песке.
Бородавчатка — рыба весьма малоподвижная. Держится на мелких местах вблизи берегов, среди коралловых рифов или лавовых нагромождений. Обычно лежит, забившись в щель между камнями либо зарывшись в ил или песок. Из грунта торчит только верхняя часть головы и спина; к ним прилипают те же травинки, которые окружают рыбу. Заметить её почти невозможно, даже на суше, куда она попадает в большие отливы.

## Значение
Бородавчаток часто разводят в домашних аквариумах. Кроме того, мясо этих рыб используется в национальных кухнях Гонконга и Японии, в том числе для приготовления сашими. Бородавчатка может продержаться без воды до 20 часов.

## Яд

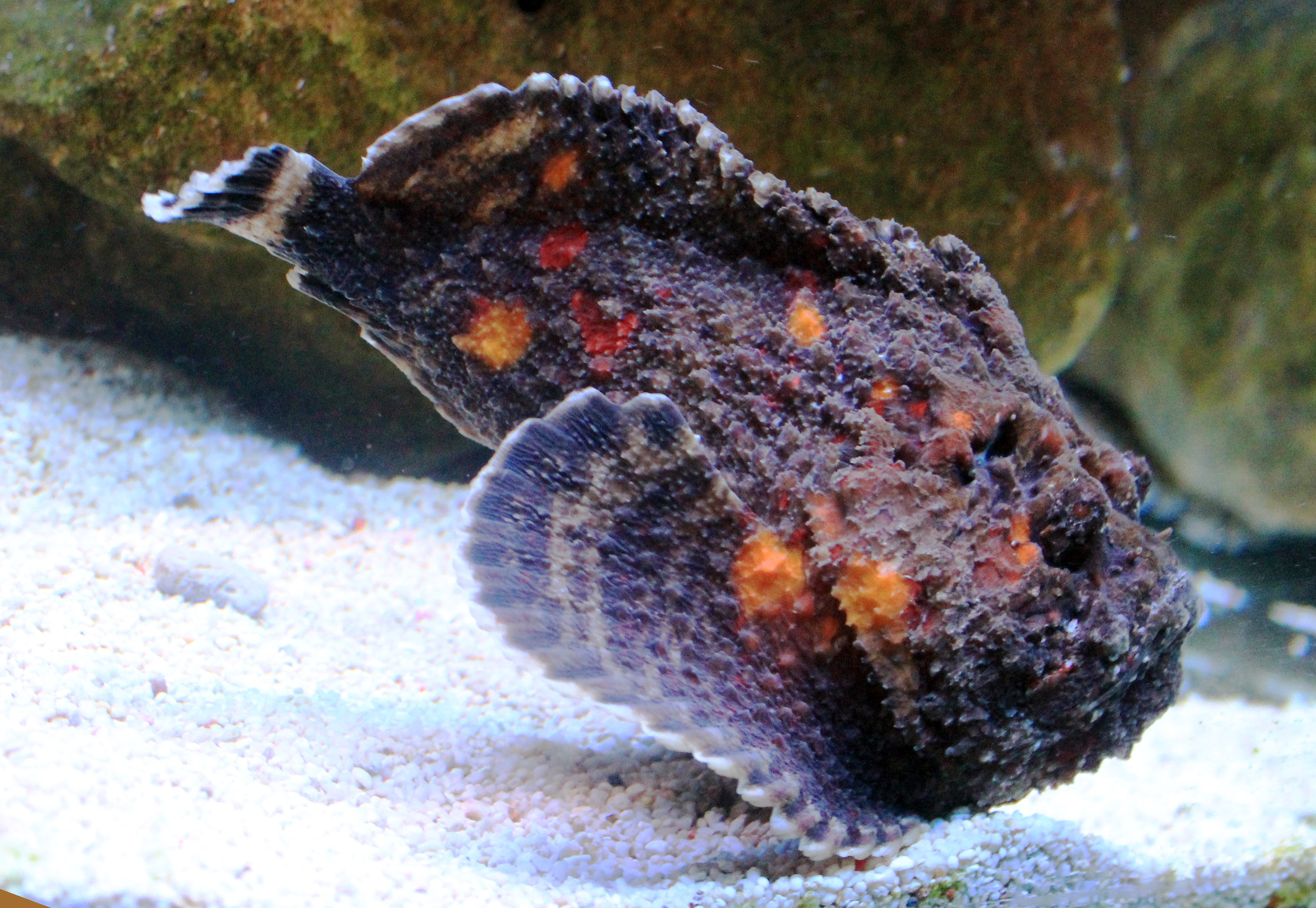
Бородавчатка в Пражском морском аквариуме

Колючие лучи спинного плавника выпускают токсин. Это наиболее опасная из известных ядовитых рыб, и её яд причиняет сильнейшую боль с возможным шоком, параличом и отмиранием тканей в зависимости от глубины проникновения. При малейшем раздражении бородавчатка поднимает колючки спинного плавника; острые и прочные, они легко протыкают обувь человека, случайно наступившего на рыбу, и проникают глубоко в ногу. При глубоком проникновении укол может стать смертельным для человека, если ему не будет оказана медицинская помощь в течение нескольких часов. В случае попадания яда внутрь в зависимости от глубины проникновения накладывают прочную стягивающую перевязку либо кровоостанавливающий жгут, который располагают между раной и ближайшим изгибом. Если колючка попала в крупный кровеносный сосуд, смерть может наступить через 2—3 часа. Выжившие иногда болеют месяцами.
Яд состоит из смеси белков, в том числе гемолитического стонустоксина, нейротоксина (веррукотоксин) и кардиоактивного кардиолептина. Поскольку яд основан на белке, он может быть денатурирован прикладыванием очень горячего компресса к месту ранения. Некоторое облегчение можно получить при обрабатывании раны местным анестетиком, однако это только временная мера для уменьшения боли и шока. Медицинская помощь должна быть оказана как можно скорее. Обычно выжившие жертвы страдают локальным повреждением нерва, иногда приводящим к атрофии присоединенных мускульных тканей.
В Энциклопедии Брокгауза и Эфрона есть следующая информация:
Средством против яда бородавчатки служит перетолченная и высушенная на огне смесь листьев и плодов Convolvulus brasiliensis с листьями Thespesia populnea; эту массу кладут на пораненное место.